# Чорногорчик
Чорногорчик (пол. Czernohorczyk) — гірський потік  в Україні, у межах Надвірнянського району і Яремчанської міської ради Івано-Франківської області на Гуцульщині. Лівий доплив Пруту  (басейн Дунаю).

## Опис
Довжина потоку 4км.  Формується багатьма безіменними гірськими струмками. Потік тече у гірському масиві Покутсько-Буковинських Карпатах (зовнішня смуга Українських Карпат). 

## Розташування
Бере  початок на північному сході від гори Погар (1225 м). Тече переважно на південний схід через Карпатський національний природний парк і у Яремче впадає у річку Прут, ліву притоку Дунаю.

## Цікавий факт
- У Яремчі у пригирловій частині потік перетинає автошлях Н09.